# گریگوری خاچاطوروف
گریگوری یوریی خاچاطوروف (ارمنی: Գրիգորի Յուրիի Խաչատուրով؛ انگلیسی: Grigory Yurii Khachaturov؛ زادهٔ ۳۰ ژوئیهٔ ۱۹۷۰) فرد نظامی اهل ارمنستان است. وی پسر یوری خاچاتوروف می‌باشد.

## زندگی‌نامه
وی در ۳۰ ژوئیه ۱۹۷۰ در سرزمین پریمورسکی به دنیا آمد و از دانشگاه نظامی وازگن سارگسیان فارغ‌التحصیل گشت. 